# Dystrykt Jaffarabad
Dystrykt Jaffarabad (beludżi/urdu: جعفر آباد, także Jaffarabad) – dystrykt w południowo-zachodnim Pakistanie w prowincji Beludżystan. W 1998 roku liczył 432 817 mieszkańców (z czego 51,99% stanowili mężczyźni) i obejmował 60 864 gospodarstw domowych. Siedzibą administracyjną dystryktu jest Jaffarabad.